# САТ (музыкальный коллектив)
САТ — украинский музыкальный коллектив, участник международных и всеукраинских фестивалей авангардной, джазовой, современной академической, импровизационной музыки. Лауреат Пятого Всеукраинского фестиваля песенной поэзии и авторской песни «Оберег» (проект герметичного искусства «Лабиринт», Луцк, 1993 г.), победитель хит-парада Радио-Рокс Украина (в номинации «Джаз», 1995 г.).

## История
Ансамбль, впоследствии получивший название САТ, был создан 26 апреля 1986 Михаилом Стрельниковым и Александром Клименком в годы обучения в Житомирском музыкальном училище имени В. С. Косенко.
САТ образовался как коллектив единомышленников благодаря общей мировозренческой позиции и художественно-эстетическим взглядам на функционирование импровизационного музыкального искусства. Первые годы существования коллектива отмечены интенсивными творческими исканиями не только индивидуального стиля и репертуара, но и инструментальной определенности.
25 августа 1990 сформировался состав, в котором ансамбль просуществовал до 23 мая 1997 года: Михаил Стрельников (гитара), Александр Клименко (баян), Сергей Охримчук (скрипка).
Исполнение современной импровизационной музыки на скрипке, баяне и гитаре противоречило традиционному слушательскому восприятию, поскольку подобный камерный состав во второй половине 80-х годов XX века ассоциировался с устойчивой жанровой идиоматикой. Музыканты САТ одними из первых на Украине начали исполнять импровизационную музыку на инструментах, причисляемых к так называемой народной группе (гитара, баян).
После окончания Житомирского музыкального училища А. Клименко и С. Охримчук учатся в Киевской государственной консерватории имени П. И. Чайковского, М. Стрельников начинает преподавательскую деятельность в Белоцерковской музыкальной школе № 4.
В 1993 году по приглашению Александра Нестерова (1954—2005) САТ выступил на Первом Международном фестивале авангардного искусства на Украине «Новая территория». В фестивале принимали участие исполнители из России, стран Прибалтики, Украины: Владимир Чекасин, Сергей Летов, Юрий Парфенов, Владислав Макаров, Михаил Юденич, Витаутас Палибавичус, Арнольдас Гуринавичус, Арунас Шлаустас, Олег Молокоедов, Александр Нестеров, Юрий Яремчук, Юрий Кузнецов, Юрий Зморович, Петр Товстуха и другие.
Даниил Перцов отмечает: «САТ возник как экспериментальный творческий коллектив, работавший в том же направлении, что и „Три О“, Валентина Пономарева, Сергей Курехин, на нашей территории — трио Александра Нестерова, театр ААА Юрия Зморовича. Проект выглядел очень ярко и убедительно. В 1993 после выступления на фестивале „Новая территория“ на него обратил внимание известный теоретик джаза, музыкальный обозреватель BBC World Service Ефим Барбан (Джеральд Вуд). В это время ансамбль начинает заявлять о себе не только как импровизационный, но и как исполнительский коллектив».
САТ плодотворно сотрудничает с украинскими композиторами, создавшими для коллектива ряд произведений: Сергей Ярунский — «Оранжерея кактусов», «Богиня Макошь», Алла Загайкевич — «Не отрываясь от земли», Андрей Карнак — «SATory I» & «SATory II», Даниил Перцов — «Кецалькоатль», «Соната для гитары соло». Произведения в разные годы исполнялись ансамблем на фестивалях (Премьеры сезона, Киев Музик Фест, Форум музыки молодых).
В свою очередь Алла Загайкевич говорит следующее: «„Не отрываясь от земли“ — пьеса специфическая: партитура объединяет как нотированное письмо, так и специальную графику для руководства „импровизацией“(…). Она написана для музыкантов-профессионалов и импровизаторов в одном лице. Писалось только для САТ, других таких не знаю…».
САТ — участник международных и всеукраинских фестивалей современной музыки, среди которых: Новая территория (Киев, 1993), Премьеры сезона (Киев, 1995, 2000, 2001, 2002, 2004, 2006, 2008), Форум музыки молодых (Киев, 1995 , 2000, 2001, 2003, 2006, 2007), Киев-Музик-Фест (Киев, 1999, 2002, 2006), Джазовый фестиваль (Черкассы, 1992, 1999, 2000), Фестиваль свободного искусства Шуры Шварцдыгулова (Белая Церковь, 1991, 1995, 1997), Пятый Всеукраинский фестиваль песенной поэзии и авторской песни «Оберег» (проект герметического искусства «Лабиринт», Луцк, 1993 г.), Радио-Рокс Украина (Киев, 1995), Мета-Арт (Киев, 1997) и другие.
В 2006 г. вышел CD-диск ансамбля с одноименным названием «САТ» (издатель — музыкальное издательство «Этнодиск», Киев).
В письме к участникам коллектива по случаю выхода CD-диска Ефим Барбан пишет, что музыка САТ «демонстрирует явные признаки художественной значимости — медитативной созерцательности и эмоциональной насыщенности».
Авторство названия коллектива принадлежит М. Стрельникову. С течением времени трактовка названия обогащалась, углублялась. Для презентации диска, состоявшихся в июне 2006 года в Киеве, Белой Церкви и Луцке Александр Клименко и Михаил Стрельников сформулировали своё видение музыкального коллектива: «САТ не является аббревиатурой. САТ — корень слова, базовое понятие, которое может наполняться разным содержанием и оттенками. САТ — точка в разных частях пространства. САТ — постоянство. САТ не исчезает и не появляется, не распадается и не собирается. САТ остается актуальной идеей, поводом к встрече». В таком контексте предложенное Андреем Матийко прочтения названия коллектива как аббревиатуры (Современное Акустическое Трио) не противоречит утверждению музыкантов.
О философии САТ Андрей Карнак сказал: «Периодическое возрождение САТ — это сакрализация процесса творчества, материализация из скрытого в материальный мир. Материализация идей, которые связаны с пониманием нас в этом мире и мира в нас самих. Без перетекание энергий от исполнителя до слушателя и наоборот, творчество умирает. САТ — точка в разных контекстах пространства. Текст как губка впитывает в себя новую реальность. Встреча прекращает наше броуновское движение, изменяет нас и пространство вокруг нас».

## Концертная деятельность
САТ в составе Александра Клименко и Михаила Стрельникова презентовал сольные программы, а также программы с ведущими украинскими музыкантами (Д. Перцов, С. Охримчук, А. Загайкевич, А. Карнак) в разных городах Украины (Киев, Белая Церковь, Луцк, Черкассы, Житомир):
6 июня 2004, Белая Церковь, Лаборатория творческих премьер «Нарсуда» — благотворительный концерт в поддержку САТ как части Оркестра Новой Вещи;
14 декабря 2004, Житомир — выступление САТ в Житомирской филармонии;
15 мая 2005, Луцк, Центр духовного и интеллектуального развития личности — программа «Косутрафониор 2»;
23-24 октября 2005 г., Белая Церковь, Житомир — САТ совместно с Д. Перцовым презентуют программы памяти Анатолия Белошицкого «Косутрафониор 3» и «Косутрафониор 4»;
2, 4, 5 июня 2006, Киев, Белая Церковь, Луцк — презентация компакта САТ (вместе с С. Охримчуком и Д. Перцовым);
5 октября 2006, Киев, Большой зал Киевской государственной консерватории им. П. И. Чайковского — исполнение «Кецалькоатля» Даниила Перцова;
5 февраля 2007, Луцк, Волынский краеведческий музей — выступление САТ на презентации книги «Supraphon» Александра Клименко;
13 мая 2007, Киев, Украинский дом — Концерт-марафон джазовой, новой импровизационной и электронной музыки памяти Александра Нестерова (1954—2005);
20 мая 2007, Киев, Концертный зал Национального Союза композиторов Украины — Эм-Визия: Андрей Карнак, «SAToryII & SAToryIII» для реальных и виртуальных исполнителей;
24 апреля 2008, Белая Церковь, Лаборатория творческих премьер «Нарсуда» — Cantus sarmathicus: музыка древней Европы в украинском измерении;
25 июня 2008, Белая Церковь — Концертная программа «Путешествуя Украиной грез, оказались в Нарсуде»;
29 ноября 2008, Белая Церковь — Diскотека САТ;
28 июня 2009, Белая Церковь, Лаборатория творческих премьер «Нарсуда» — САТ и Eugene Naymark в концертной программе «Волна прошла»;
28 августа 2010, Белая Церковь, Лаборатория творческих премьер «Нарсуда» — «Octopus Юрия»: М. Стрельников (акустическая гитара, гитара бас) и А. Клименко (баян, тексты, бас гитара), с участием: О. Стрельников (ударные, электрогитара), Д. Громов (ударные), А. Стрельникова (пение, гитара);
26 февраля 2011, Белая Церковь, Лаборатория творческих премьер «Нарсуда» — Концерт импровизационной музыки с участием Аллы Загайкевич и САТ: Алла Загайкевич, «Наивная музыка»; САТ & Алла Загайкевич, «Зимний САТ»;
29 октября 2011, Белая Церковь, Лаборатория творческих премьер «Нарсуда» — Концерт импровизационной музыки «Встреча в Полонном». САТ в составе: М. Стрельников, А. Клименко;
2 декабря 2011, Белая Церковь, Дом культуры «Росава», «Арт-кафе» — Презентация диска «САТ & Алла Загайкевич — Зимний сат»;
20 января 2012, Киев, Галерея АртХол, Фонд содействия развитию искусств — Презентация диска «САТ & Алла Загайкевич — Зимний сат»;
30 июня 2012, Белая Церковь, Лаборатория творческих премьер «Нарсуда» — САТ в составе: М. Стрельников, А. Клименко с новой программой «МІСТКО»;
22 июня 2013, Киев, «Эфир» — Электроакустика в Эфире: 10 лет проекта;
31 июня 2013, Белая Церковь, Лаборатория творческих премьер «Нарсуда» — Константин Чеченя и САТ в составе: М. Стрельников, А. Клименко с новой программой «Свободные звуки».

## Дискография
- САТ (2006)[6]
- САТ & Алла Загайкевич — Зимний САТ (2011)[7]
- СOPICAT (2012)[8]

## Мультимедиа
- Выступление САТ на фестивале современного искусства «Новая территория» (режиссёр Юрий Зморович, Украинский дом, Киев, 1993 г.)
- САТ: портрет, 1 часть (режиссёр Руслана Порицкая, Волынское телевидение, Луцк, 2006 г.)
- САТ: портрет, 2 часть (режиссёр Руслана Порицкая, Волынское телевидение, Луцк, 2006 г.)
- САТ: портрет, 3 часть (режиссёр Руслана Порицкая, Волынское телевидение, Луцк, 2006 г.)
- Андрей Карнак, «Satory II», часть 1 (режиссёр Андрей Карнак, Концертный зал Национального союза композиторов Украины, Киев, 2007 г.)
- Андрей Карнак, «Satory II», часть 2 (режиссёр Андрей Карнак, Концертный зал Национального союза композиторов Украины, Киев, 2007 г.)
- Путешествуя Украиной грез (режиссёр Юрий Комаров ст., Лаборатория творческих премьер «Нарсуда», Белая Церковь, 2008 г.)
- САТ снова на орбите (режиссёр Юрий Комаров ст., Лаборатория творческих премьер «Нарсуда», Белая Церковь, 2009 г.)
- САТ & Алла Загайкевич, «Зимний САТ» (Галерея АртХол, Киев, 2012 г.)
- Летний САТ в Киеве. Миражи в «Эфире» (режиссёр Сергей Карсаев, 2013 г.)